# Tommy Ivan Trophy
Die Tommy Ivan Trophy war eine Eishockeytrophäe, die von der Central Hockey League (CHL) jährlich an den wertvollsten Spieler der regulären Saison verliehen wurde.
Die Auszeichnung war seit der Spielzeit 1974/75 nach Tommy Ivan benannt. Ivan war langjähriger Trainer und Funktionär in der National Hockey League (NHL). Zuvor firmierte die Auszeichnung unter dem Titel CHL Most Valuable Player Award. Art Stratton und Doug Palazzari konnten sich die Auszeichnung jeweils zweimal sichern.

## Gewinner
| Jahr                            | Spieler            | Team                    |
| Tommy Ivan Trophy               | Tommy Ivan Trophy  | Tommy Ivan Trophy       |
| ------------------------------- | ------------------ | ----------------------- |
| 1983/84                         | John Vanbiesbrouck | Tulsa Oilers            |
| 1983/84                         | Bruce Affleck      | Indianapolis Checkers   |
| 1982/83                         | Kelly Hrudey       | Indianapolis Checkers   |
| 1981/82                         | Bob Francis        | Oklahoma City Stars     |
| 1980/81                         | Joe Mullen         | Salt Lake Golden Eagles |
| 1979/80                         | Doug Palazzari     | Salt Lake Golden Eagles |
| 1978/79                         | Ron Low            | Kansas City Blues       |
| 1977/78                         | Doug Palazzari     | Salt Lake Golden Eagles |
| 1976/77                         | Barclay Plager     | Kansas City Blues       |
| 1975/76                         | Ian McKegney       | Dallas Black Hawks      |
| 1974/75                         | Wayne Schaab       | Omaha Knights           |
| CHL Most Valuable Player Award  |                    |                         |
| 1973/74                         | Glenn Resch        | Fort Worth Wings        |
| 1972/73                         | Mike Cormier       | Fort Worth Wings        |
| 1971/72                         | Gregg Sheppard     | Oklahoma City Blazers   |
| 1970/71                         | André Dupont       | Omaha Knights           |
| 1970/71                         | Peter McDuffe      | Omaha Knights           |
| 1970/71                         | Gerry Ouellette    | Omaha Knights           |
| 1970/71                         | Joe Zanussi        | Fort Worth Wings        |
| 1969/70                         | Danny Johnson      | Tulsa Oilers            |
| 1968/69                         | Jim Lorentz        | Oklahoma City Blazers   |
| CPHL Most Valuable Player Award |                    |                         |
| 1967/68                         | Bryan Watson       | Houston Apollos         |
| 1966/67                         | Art Stratton       | St. Louis Braves        |
| 1965/66                         | Art Stratton       | St. Louis Braves        |
| 1964/65                         | Cesare Maniago     | Minneapolis Bruins      |
| 1963/64                         | Jeannot Gilbert    | Minneapolis Bruins      |